# النجاة (كتاب)
النجاة من الغرق في بحر الضلالات، سميه بعض المراجع النجاة في المنطق والإلهيات أو النجاة في الحكمة المنطقيّة والطبيعيّة والإلهيّة أو ببساطة النجاة، هو أحد أشهر الأعمال الفلسفية للعالم المسلم ابن سينا (980-1037م). الموضوع العام للكتاب هو الفلسفة ويتضمن موضوعات في مجالات المنطق والفيزياء والرياضيات واللاهوت (الإلهيات).

## نظرية المعرفة والنهج
كتاب النجاة مكتوب باللغة العربية ويتضمن مقرر الفلسفة النظرية (المنطق والفيزياء والرياضيات واللاهوت). ويقول بعض الباحثين إن كتاب النجاة مقتطف من كتاب الشفاء. والتشابه الكبير بين كتاب النجاة وكتاب الشفاء في ترتيب الفصول وفي المضمون هو سبب هذه الآراء. ويمكن ملاحظة بعض النقاط حول هذا الرأي:
- في مقدمة ابن سينا في بداية كتاب النجاة أن غرضه ليس كتابة الملخصات، بل الهدف كتابة الحد الأدنى من الأمور التي ينبغي معرفتها.
- وتعريفات ابن سينا وتعابيره في كتاب النجاة قريبة من تعريفاته وتعابيره في كتاب الشفاء.
- ترتيب الفصول والموضوعات التي تناولها كتاب النجاة يتوافق خطوة بخطوة مع كتاب الشفاء. وبطبيعة الحال، في بعض الحالات، حدث تحول وأصبحت المواضيع أكثر دقة مما كانت عليه في "كتاب الشفاء".

والعناوين مرتبة على النحو التالي: 
- النجاة
  - المنطق
    - بفصوله 149

  - الطبيعيات
    - بمقالاتها الست (مجموع الفصول 46)

  - الرياضيات
    - بـ 29 عنوانًا وفصول

  - الإلهيات
    - بمقالتين (مجموع الفصول 62)

## النشر
نشر محيي الدين صبري الكردي كتاب النجاة أول مرة في القاهرة سنة 1913 وثانيا سنة 1938، كما حرره الإيراني محمد تقي دانش بجوه عام 1985، ونشره مطبعة جامعة طهران في إيران. تحتوي النسخة الأخيرة على مقدمة باللغة الفارسية تصف الموضوعات بالتفصيل. ثم هناك صور للمخطوطة العربية للكتاب، ثم نص الكتاب باللغة العربية. وقد ترجم Nematullah Karamollahi قسم "الإلهيات" إلى اللغة الإنجليزية ونشر في روما عام 1926. كما نشر فضل الرحمن ملك الترجمة الإنجليزية لقسم "الأنا" (علم النفس) في كتابه Avicenna's Psychology (علم نفس ابن سينا) الذي نشر أول مرة عام 1952 وثانيًا في عام 1981 في لندن.